# 鳴神
『鳴神』（なるかみ）とは、歌舞伎十八番のひとつ。

## あらすじ
世継ぎのない天皇からの依頼をうけて、鳴神上人（なるかみしょうにん）は戒壇建立を約束に皇子誕生の願をかけ、見事これを成就させる。しかし当の天皇が戒壇建立の約束を反故にしたため、怒った上人は呪術を用いて、雨を降らす竜神を滝壷（志明院）に封印してしまう。それからというもの雨の降らぬ日が続き、やがて国中が旱魃に襲われ、民百姓は困りはててしまった。
そこで朝廷では女色をもって上人の呪術を破ろうと、内裏一の美女・雲の絶間姫（くものたえまひめ）を上人の許に送り込む。姫の色仕掛けにはさすがの上人も抗しきれず、思わずその身体に触れたが最後、とうとう戒律を犯し、さらには酒に酔いつぶれて眠ってしまう。その隙を見計って姫が滝壷に張ってある注連縄を切ると封印が解け、竜神がそこから飛び出すと一天にわかにかき曇ってやがて豪雨となり、姫はその場を逃げ去る。雨の音に飛び起きた上人はやっと騙されたことに気づき烈火のごとく怒り、髪は逆立ち着ている物は炎となって姫を逃さじと、その後を追いかける。

## 解説

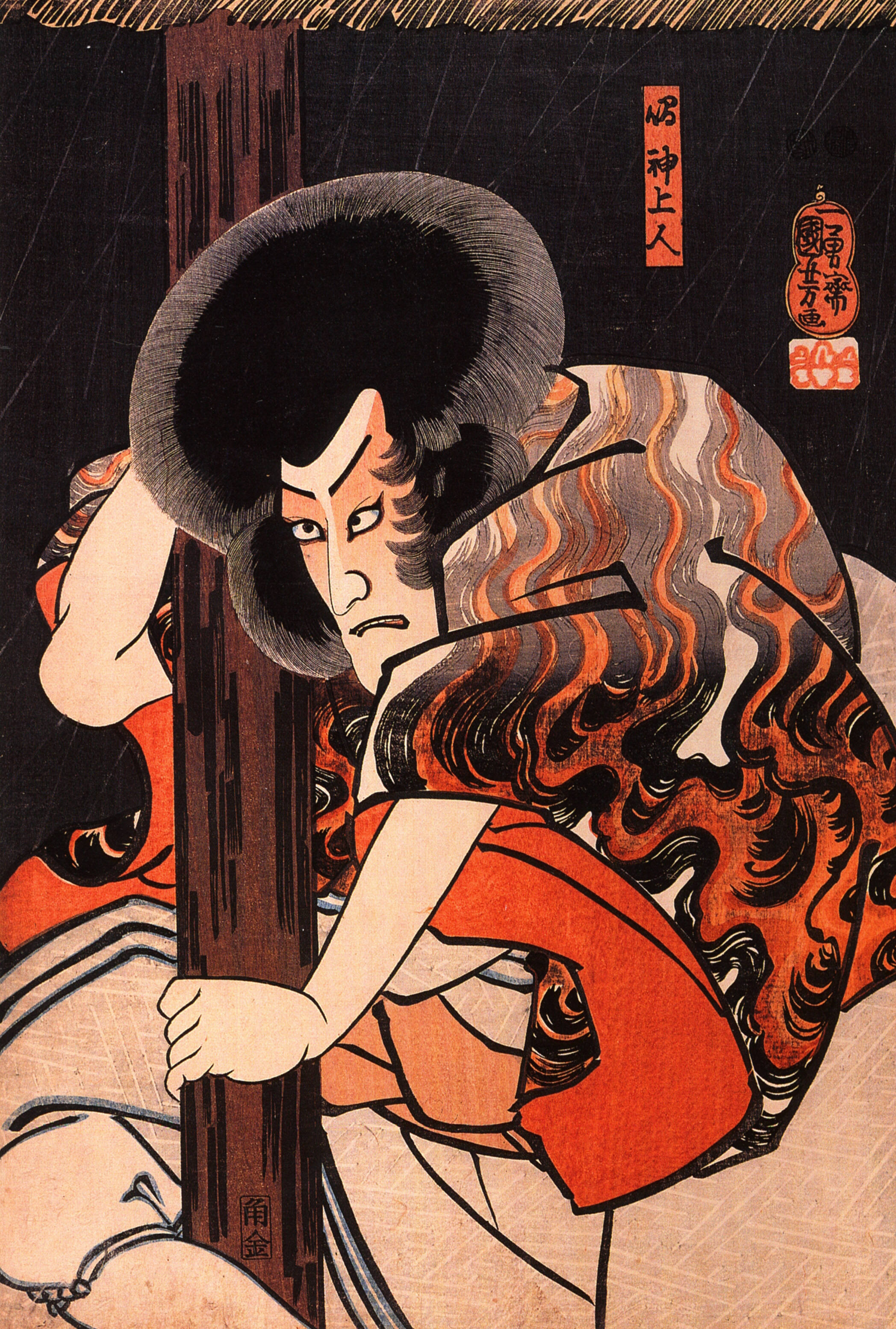
『鳴神』　嘉永4年5月、江戸市村座。八代目市川團十郎の鳴神上人。雲の絶間姫が逃げ去った後の荒れる様子を描く。

この『鳴神』は貞享元年（1684年）の正月、初代市川團十郎が三升屋兵庫の名で台本を書き江戸中村座の『門松四天王』（かどまつしてんのう）において上演したものが濫觴であるが、現行で上演されているものは、寛保2年（1742年）に大坂で上演された『雷神不動北山桜』（なるかみふどうきたやまざくら）がもとになっている。
『雷神不動北山桜』は、その三幕目が『毛抜』、四幕目がこの『鳴神』(正式には、雷神不動北山桜北山岩屋の場)、そして五幕目大切が『不動』となっていて、今日では『毛抜』と『鳴神』は独立した芝居として上演されることが多い。そしてそのいずれもが七代目市川團十郎によって歌舞伎十八番に撰ばれたが、その後『鳴神』は嘉永4年（1851年）に八代目團十郎が演じて以降、九代目團十郎は自分の柄にあわないとして演じなかったので上演が絶えていた。その後、明治43年 (1910年) に二代目市川左團次が岡鬼太郎と提携し、演出を改めて上演に漕ぎ着けた。
なお二代目左團次はこの前年、前述の『毛抜』も復活上演しており、現在ではともに歌舞伎の人気演目のひとつになっている。

### 芸談
五代目中村時蔵（当時）が六代目中村歌右衛門に『鳴神』の雲の絶間姫役を教わった時の逸話で、同姫が滝に掛けられた注連縄を切る場面では「注連縄を切ったらすぐに大雨が降り始めるストーリーなので、懐剣をしまってすぐに逃げなさい。戒めを解かれ滝を登っていく「竜」は鳴神上人にしか見えないものなので、のんびり眺めていてはいけない。」と指導されたと語っている。